# Печат на Бафомет
Печатът на Бафомет е официалният знак на Църквата на Сатана и е запазена с търговска марка и авторски права от Църквата на Сатана.
Печатът на Бафомет за пръв път се появява на корицата на албума „Сатанинската литургия“ („The Satanic Mass LP“), записан на живо аудиозапис на сатанински ритуал от първосвещеник Антон Сандор ЛаВей през 1968 г., и по-късно на корицата на Сатанинската Библия през 1969 г. Сигилът (вид символ, използван в магията) е наречен „материална пентаграма“, представяща плътските и земни принципи. Църквата описва символа като „... превъзходна визуална дестилация на иконоборческата философия на сатанизма.“